# Rejon Krasna poljana
Rejon Krasna poljana (bułg.: Район Красна поляна) – rejon w obwodzie miejskim Sofii, w Bułgarii. Populacja wynosi 65 400 mieszkańców.